# Eddie Jobson
Edwin Jobson, artísticamente Eddie Jobson (28 de abril de 1955, Billingham, Inglaterra), es un multinstrumentista, compositor y productor musical británico que destaca por su uso del violín y los sintetizadores. Es conocido por su participación en bandas de rock progresivo como Roxy Music, Curved Air o Jethro Tull desarrollando una extensa trayectoria musical desde la década de 1970 hasta la actualidad.

## Biografía
Nació el 28 de abril de 1955 en Billingham, Inglaterra. Comenzó a tocar el violín y el piano a los 8 años, para entrar en la Bede Hall Grammar School, permaneciendo allí hasta los 16 años. En ese momento fundó la banda Fat Grapple, tocando en sitios importantes de su ciudad como el Redcar Jazz Club. En uno de estos shows tocó como telonero para Curved Air agrupación en la que entraría tan solo un año más tarde.
A partir de ahí su carrera fue muy exitosa, tocando el violín eléctrico y los teclados, y formó parte de un gran número de prestigiosas bandas de rock progresivo, como la propia Curved Air, King Crimson, UK, Jethro Tull (con el que grabó el álbum A), Roxy Music u 801. También ha tocado con Frank Zappa, en estudio y en directo.
En los años 80 se centró en su carrera en solitario, en la cual se encuentran dos LP: The Green Album - with Zinc (1983) y Theme of Secrets (1985), que se puede considerar más de new age que de rock progresivo. Este último fue publicado por el sello Private Music.
En los años 90 dirigió su carrera a la composición de bandas sonoras y cortes para publicidad, habiendo puesto música a cerca de 100 episodios de la serie de televisión Nash Bridges. 
En 2000 fundó su propia compañía discográfica Globe Music Media Arts. En 2008 participó en el festival de Kazan junto a Patti Smith, Fairport Convention y varios miembros de King Crimson. Previamente había formado el grupo UKZ junto a Terry Gunn, Alex Marchacek, Marco Minnermann y Aaron Lipert, editando en 2009 un EP titulado Radiation.

## Discografía

### En solitario
- The Green Album (1983)
- Theme of Secrets (1985)